# 오토타케 히로타다
오토타케 히로타다(일본어: 乙武洋匡, おとたけ ひろただ, 1976년 4월 6일~)는 테트라-아멜리아 증후군으로 팔과 다리가 없는 장애인으로, 자신의 경험으로 《오체불만족》을 펴내 많은 인기를 얻은 일본의 작가이기도 하다.
와세다 대학 정치학과를 졸업하였고, TV 아사히의 《Get! Sports》 내비게이터로 활동하고, 또한 잡지 Number, Sports Yech!, 주간 베이스볼에 기고하였으며 1999년 3월 TBS 뉴스의 숲 서브캐스터로 활동하기도 하였다. 2002년에 도쿄 도민영예상을 수상한 바가 있으며, 2007년부터 2010년까지 교사로 활동했다.
2013년 3월, 도쿄도 교육위원이 되었다.

## 기타
- 그는 한신 타이거스의 팬이고, 그의 아버지는 요미우리 자이언츠의 팬이다.
- 학생 시절 그가 야구를 할 때에는 특별한 룰이 적용되었다.
- 그는 어린 시절 에도가와구, 세타가야구에서 산 적이 있었다.
- 팔이 없는 탓에 채혈을 할 때는 채혈침을 목에다 꽂아야 했다.

## 학력
- 도쿄 도립 도야마 고등학교
- 와세다 대학교 정경학부 정치학과 학사

## 저서
- 《오체불만족》
- 《내 마음의 선물》
- 《그래서 나는 학교에 간다》
- 《내 인생은 내가 만든다》
- 《꿈이 사람을 만든다》
- 《괜찮아 3반》

## 영화
- 괜찮아 3반 - 아카오 신노스케 역

## 역대 선거 결과
|  | 5.1% |

|  | 11.5% |

## 같이 보기
- 닉 부이치치